# Gynoplistia (Gynoplistia) chadwicki tasmanica
Gynoplistia (Gynoplistia) chadwicki tasmanica is een ondersoort van de tweevleugelige Gynoplistia (Gynoplistia) chadwicki uit de familie steltmuggen (Limoniidae). De ondersoort komt voor in het Australaziatisch gebied.